# Balón al puño

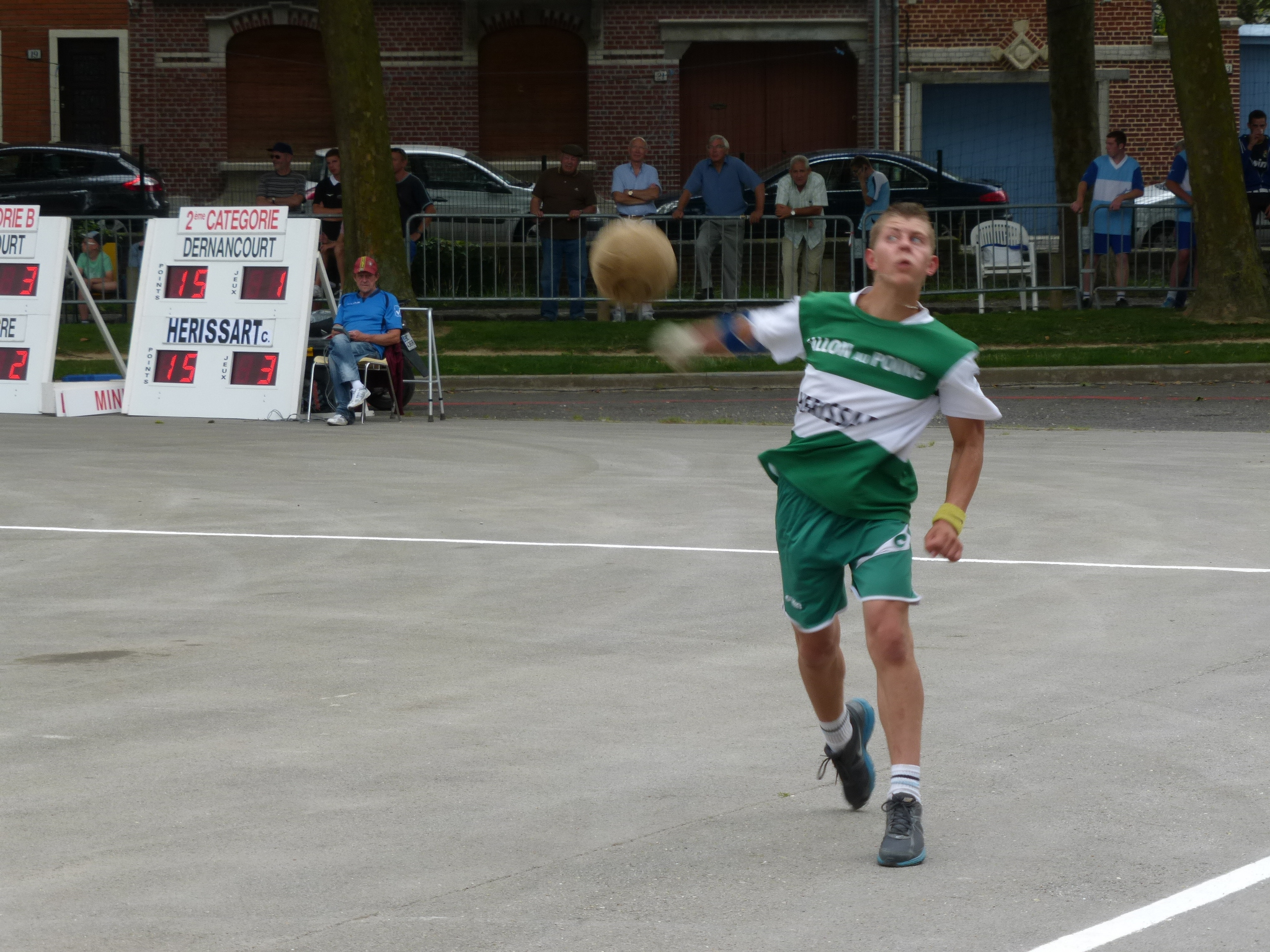
Un jugador de balón al puño

El balón al puño (en francés ballon au poing) es un deporte tradicional en Picardía, variante del «juego de gana-terreno». No debe ser confundido con el faustball (fistball en inglés). 
En este deporte, seis contrincantes forman dos equipos que compiten lanzando un balón, golpeándola con el puño (mano desnuda o con ligeras protecciones).
El equipo que recibe debe devolver el balón de bandada o después de un rebote con interdicción de hacerse pasos.

## Juego de gana-terreno

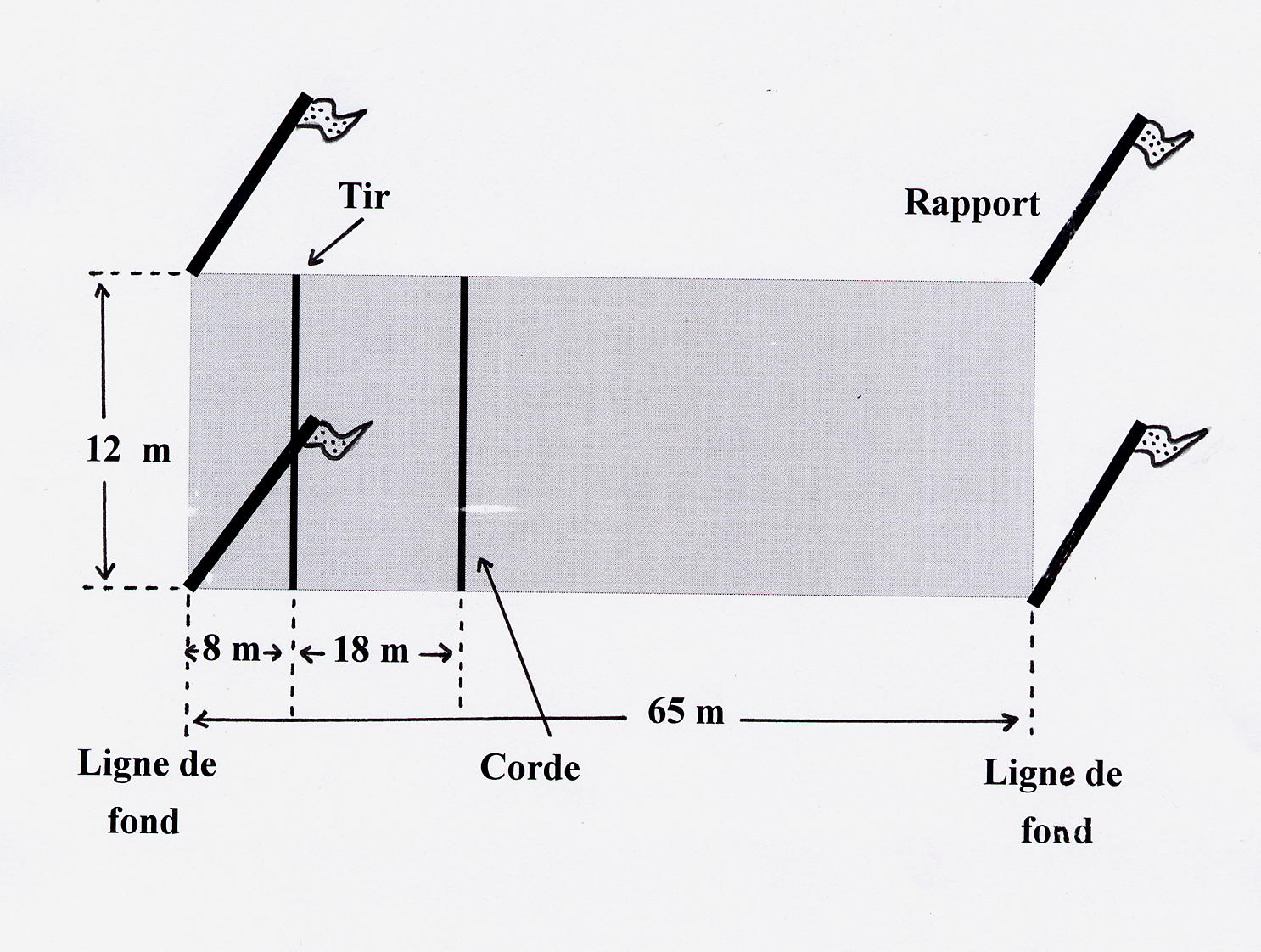
el terreno (ballodrome)

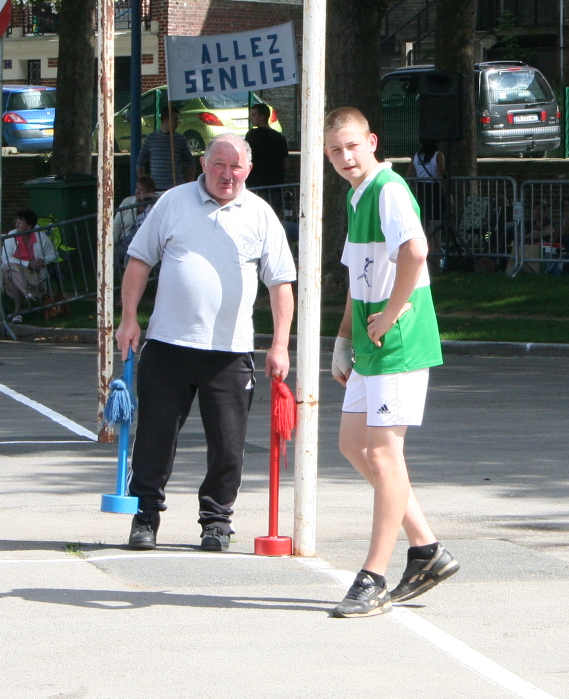
Las dos cazas (rojo y azul)

Los equipos son separados en el mismo sitio por una línea (la cuerda, en francés la corde) que es móvil en el curso de el partido.
El fin del juego es ganar terreno desplazando la cuerda. Para hacerlo, intentamos matar el balón en el campo adverso. Un balón murió cuando hizo 2 rebotes por los que por lo menos 1 en el terreno y no ha sido tocado. ¡ No puede más ser reenviada y esta pelota muerta qué continúa rodando en el terreno gana terreno y debe estar parada (decimos en francés coupée  ("portalón")) por un jugador lo antes posible!
Dos cazas (un rojo y un azul) son utilizadas para marcar el lugar (nueva cuerda) donde el balón murió
Los puntos se señalan por 15, 30, 40 y juego.

## Instalaciones
El balón al puño puede disputarse en diferentes lugares:
- En verano, jugamos sobre un ballodrome.
- En invierno, esto se juega en una sala cubierta.

## Competiciones
- Campeonato de Francia el 15 aout en Amiens.

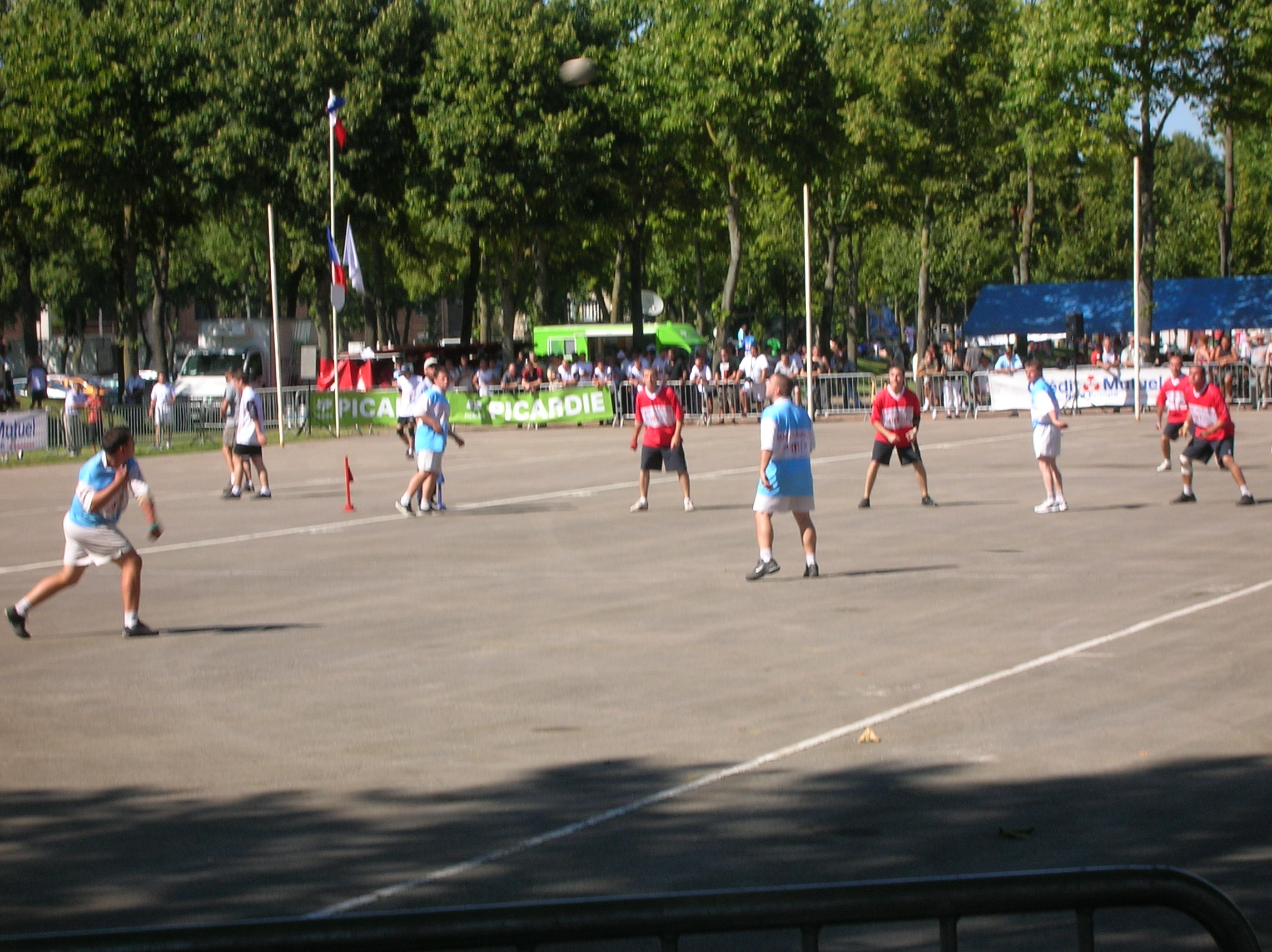
Campeonato de Francia de balón al puño
2009 (Amiens)